# Sailly-Laurette
Sailly-Laurette é uma comuna francesa na região administrativa de Altos da França, no departamento de Somme. Estende-se por uma área de 6,39 km². Em 2010 a comuna tinha 321 habitantes (densidade: 50,2 hab./km²).